# Ga Cầu Họ
Ga Cầu Họ là một nhà ga xe lửa tại thành phố Nam Định, tỉnh Nam Định. Nhà ga là một điểm của đường sắt Bắc Nam và nối với ga Bình Lục với ga Đặng Xá.

## Các tuyến
- Đường sắt Bắc Nam